# Montelukast
Montelukast is een geneesmiddel voor de behandeling van astma en hooikoorts. Het is een leukotrieenantagonist: het blokkeert leukotriënen, die vernauwing van de luchtwegen en allergiesymptomen veroorzaken. Door de leukotriënen te blokkeren worden astma- en hooikoortssymptomen verminderd. Bij de behandeling van astma wordt Montelukast gebruikt als aanvullende therapie. Montelukast zelf is minder effectief dan inhaleerbare corticosteroïden.

## Medicijngegevens
Montelukast werd ontwikkeld door Merck Frosst Canada, Inc. Merknamen zijn o.a. Singulair en Airathon (beide van Merck Sharp & Dohme); verschillende generieke producten zijn reeds op de markt.
Het middel is uitsluitend op recept verkrijgbaar. Het wordt oraal toegediend en is verkrijgbaar als granule, kauwtablet of tablet. Het kan worden toegediend aan volwassenen en kinderen, reeds vanaf 6 maanden. De granulevorm kan door kindervoeding gemengd worden. De geneesmiddelen bevatten het natriumzout van montelukast.

## Bijwerkingen
De meest voorkomende bijwerkingen van het middel zijn hoofdpijn en buikpijn. In maart 2020 waarschuwde de FDA voor stemmingsveranderingen. Bijwerkingen die volgens de bijsluiter 'soms' voorkomen, blijken zich vaker voor te doen. Dit betreft veranderingen in gedrag en stemming, slaapproblemen, angsten, agressief gedrag of vijandigheid, depressie en zelfmoord-neigingen.